# گاه‌شمار جنگ داخلی یمن (۲۰۱۴–اکنون)
گاه‌شمار جنگ داخلی یمن، به جنگ داخلی یمن می‌پردازد که از سال ۲۰۱۴ آغاز شده و تاکنون ادامه دارد.

## ۲۰۱۴: آغاز بحران – سقوط صنعا

### ژانویه – ژوئیه
- نارضایتی‌ها از دولت عبدربه منصور هادی به دلیل افزایش قیمت سوخت، فساد و ناتوانی در اجرای انتقال سیاسی پس از انقلاب ۲۰۱۱ افزایش یافت.
- جنبش حوثی‌ها، نفوذ خود را از صعده به مناطق هم‌جوار گسترش دادند.

### اوت – سپتامبر
- اعتراضات حوثی‌ها در صنعا با درخواست بازگشت یارانه‌های سوخت آغاز شد.
- درگیری‌ها میان حوثی‌ها و نیروهای متحد دولت در شمال صنعا آغاز شد.

### ۲۱ سپتامبر
- حوثی‌ها وارد صنعا شدند و بخش اعظم آن را بدون مقاومت جدی تصرف کردند.
- دولت و حوثی‌ها توافقنامه‌ای به نام «توافق صلح و مشارکت» امضا کردند، اما عملاً حوثی‌ها کنترل دولت را در دست گرفتند.

## ۲۰۱۵: آغاز جنگ تمام‌عیار – ورود ائتلاف عربی

### ژانویه
- حوثی‌ها کاخ ریاست‌جمهوری را تصرف کردند.
- عبدربه منصور هادی استعفا داد و در بازداشت خانگی قرار گرفت.

### فوریه
- هادی از صنعا گریخت و در عدن اعلام کرد که استعفای او تحت فشار بوده و همچنان رئیس‌جمهور قانونی است.

### مارس
- پیشروی سریع حوثی‌ها به سمت عدن.
- هادی از عدن به عربستان سعودی گریخت.
- ۲۶ مارس: عربستان سعودی، عملیات «طوفان قاطع» را با حمایت ۹ کشور عربی برای بازگرداندن دولت هادی آغاز کرد.
- آغاز بمباران شدید صنعا، صعده، تعز و سایر مناطق توسط ائتلاف.

### آوریل – دسامبر
- نیروهای حامی دولت (با پشتیبانی هوایی و زمینی ائتلاف) بندر عدن را بازپس گرفتند.
- آغاز نبردهای شدید در تعز و مأرب.
- گروه‌های وابسته به القاعده از آشوب بهره‌برداری کرده و کنترل برخی مناطق جنوب شرقی را به دست گرفتند (به ویژه در استان حضرموت و استان شبوه).

## ۲۰۱۶: فرسایشی شدن جنگ – مذاکرات شکست‌خورده کویت
- نبرد تعز به جنگ شهری طولانی تبدیل شد.
- حوثی‌ها حملاتی را به مرزهای جنوبی عربستان انجام دادند (نجران، جیزان).
- مذاکرات صلح در کویت آغاز شد و ماه‌ها ادامه داشت (آوریل تا اوت) اما بی‌نتیجه ماند.
- حملات موشکی حوثی‌ها به عربستان شدت گرفت؛ عربستان، پدافندهای پاتریوت را در مرز، مستقر کرد.

## ۲۰۱۷: شکاف در صنعا و مرگ علی عبدالله صالح
- اتحاد حوثی‌ها با حزب کنگره (وابسته به علی عبدالله صالح) دچار بحران شد.
- درگیری‌های خیابانی در صنعا میان نیروهای صالح و حوثی‌ها.
- ۴ دسامبر: پس از تلاش علی عبدالله صالح برای نزدیکی به عربستان و فراخوان به قیام، حوثی‌ها او را در کمین‌گاهی در صنعا کشتند.
- مرگ صالح ضربه‌ای به جناح معتدل در صنعا وارد کرد و قدرت حوثی‌ها یکدست‌تر شد.

## ۲۰۱۸: نبرد حدیده – فشار بین‌المللی

### ژوئن – دسامبر
- ائتلاف عربی عملیات بازپس‌گیری بندر راهبردی حدیده را آغاز کرد؛ این بندر حیاتی‌ترین نقطه ورود کمک‌های انسانی بود.
- سازمان ملل و کشورهای غربی برای توقف عملیات فشار وارد کردند.

### دسامبر
- مذاکرات صلح در استکهلم بین دولت یمن و حوثی‌ها.
- توافق استکهلم شامل آتش‌بس در حدیده، مبادله اسرا، خروج نیروها از شهر.
- اجرا به‌طور گسترده شکست خورد، ولی از جنگ تمام‌عیار در بندر جلوگیری شد.

## ۲۰۱۹: شکاف در جنوب – ظهور شورای انتقالی جنوب

### آوریل – اوت
- نیروهای جدایی‌طلب جنوب تحت عنوان شورای انتقالی جنوب (مورد حمایت امارات متحده عربی) کنترل عدن را از دولت یمن گرفتند.
- جنگ داخلی بین اردوی ضدحوثی، شکل گرفت.

### سپتامبر
- ۱۴ سپتامبر: حمله پهپادی حوثی‌ها به تأسیسات نفتی آرامکو در عربستان سعودی

### نوامبر
- امضای توافق ریاض بین دولت هادی و شورای انتقالی جنوب برای وحدت مجدد و تقسیم قدرت.

امارات، نیروهای اصلی خود را از یمن خارج کرد ولی نفوذش از طریق نیروهای نیابتی حفظ شد.

## ۲۰۲۰: ادامه فروپاشی دولت – افزایش حملات موشکی
- مذاکرات اجرای توافق ریاض به کندی پیش رفت.
- جنگ در استان مأرب و استان جوف شدت گرفت.
- حوثی‌ها حملات پهپادی و موشکی را علیه تأسیسات نفتی و فرودگاه‌های عربستان افزایش دادند.
- القاعده و داعش در ابین و بیضا، فعال شدند.

## ۲۰۲۱: نبرد مأرب – نقطه عطف نظامی
- حوثی‌ها بزرگ‌ترین عملیات خود را برای تصرف شهر مأرب آغاز کردند. مأرب آخرین پایگاه مهم دولت یمن در شمال است و منابع نفتی دارد.
- نبرد مأرب تا پایان سال بدون پیروزی کامل برای هیچ‌کدام ادامه یافت.
- آمریکا، حوثی‌ها را ابتدا در فهرست گروه‌های تروریستی قرار داد، سپس به‌دلیل بحران انسانی، خارج کرد.

## ۲۰۲۲: آتش‌بس شکننده و مذاکرات مستقیم

### آوریل
- آتش‌بس دوماهه تحت نظارت سازمان ملل برقرار شد.
- این آتش‌بس چند بار تمدید شد تا اکتبر.
- کاهش حملات هوایی ائتلاف.
- آزادسازی برخی اسیران بین دولت و حوثی‌ها.

## ۲۰۲۳: مذاکرات پشت پرده عربستان و حوثی‌ها
- عمان، میزبان مذاکرات غیررسمی میان عربستان و حوثی‌ها شد.
- عربستان به دنبال خروج «آبرومندانه» از جنگ بود.
- درگیری‌های خفیف ادامه داشت، اما تمرکز بر راه‌حل سیاسی شد.
- برخی تبادلات اسرا و کاهش تنش در مرزها صورت گرفت.

## ۲۰۲۴: بن‌بست سیاسی، ادامه تجزیه عملی یمن
- حوثی‌ها، ساختارهای دولتی کامل در شمال ایجاد کردند.
- شورای انتقالی جنوب در جنوب یمن، نهادهای مستقل برقرار کرد و به‌دنبال استقلال رسمی بود.
- دولت رسمی (به‌رهبری شورای رهبری ریاست‌جمهوری) نفوذ محدودی در مأرب، شبوه و حضرموت داشت.
- تلاش‌های سازمان ملل برای برگزاری مذاکرات صلح جامع نتیجه نداد.

## ۲۰۲۵: ادامه وضعیت نه‌جنگ نه‌صلح
- عربستان و امارات به‌دنبال کاهش هزینه‌های خود هستند.
- بحران انسانی ادامه دارد؛ بیش از ۲۰ میلیون یمنی نیازمند کمک هستند.